# شل یوجینیو لایوگرود گارسیا
شل یوجینیو لایوگرود گارسیا (انگلیسی: Kjell Eugenio Laugerud García; زاده ۲۴ ژانویهٔ ۱۹۳۰ – درگذشته ۹ دسامبر ۲۰۰۹) سیاست‌مدار اهل گواتمالا بود. وی از ۱ ژوئیه ۱۹۷۴ تا ۱ ژوئیه ۱۹۷۸ رئیس‌جمهور این کشور بود.
شل یوجینیو لایوگرود گارسیا در ۹ دسامبر ۲۰۰۹، در سن ۷۹ سالگی درگذشت.